# جون باس (لاعب كرة قاعدة)
جون باس (بالإنجليزية: John Bass)‏ هو لاعب كرة قاعدة أمريكي، ولد في 22 يوليو 1848 في تشارلستون في الولايات المتحدة، وتوفي في 25 سبتمبر 1888 في دنفر في الولايات المتحدة.

## وصلات خارجية
- جون باس على موقعبيزبول رفرنس.كوم (الدوري الرئيسي) (الإنجليزية)